# Коле Стела (Пескара)
Коле Стела (итал. Colle Stella) је насеље у Италији у округу Пескара, региону Абруцо.
Према процени из 2011. у насељу је живело 92 становника. Насеље се налази на надморској висини од 263 м.